# Studio Apartment, Good Lighting, Angel Included
Studio Apartment, Good Lighting, Angel Included (яп. ワンルーム、日当たり普通、天使つき。 Ван ру:му, хиатари фуцу:, тэнси-цуки, «Квартира-студия, на солнечной стороне, ангел включён») — японская манга, написанная и проиллюстрированная мангакой под псевдонимом matoba. Публиковалась в журнале Monthly Shōnen Gangan издательства Square Enix с сентября 2020 по март 2025 года и была собрана в семь танкобонов. Аниме-сериал, снятый студией Okuruto Noboru и транслировался с апреля по июнь 2024 года.

## Сюжет
Синтаро Токумицу — школьник, живущий отдельно от родителей. Однажды он обнаруживает на своём балконе красивую девушку по имени Това. Оказалось, что она — ангел, которому Бог поручил учиться у людей. Убедив Синтаро в своей сущности, она начинает жить вместе с ним.

## Персонажи
- Синтаро Токумицу (яп. 徳光 森太郎 Токумицу Синтаро:) — первоклассник старшей школы, на начало сюжета живущий один в квартире-студии. Получает карманные деньги от родителей, но также подрабатывает в ресторане. Постепенно влюбляется в Тову, с которой теперь живёт вместе.

Сэйю: Сюитиро Умэда
- Това (яп. とわ) — красивая молодая ангел, спустившаяся с небес, чтобы лучше узнать людей. Она поселяется в квартире Синтаро и помогает ему по дому. Когда она волнуется или испытывает сильные эмоции, за её спиной появляются крылья. По-видимому, не замечает чувств Синтаро, но тем не менее глубоко о нём заботится.

Сэйю: Хикару Тоно
- Цумуги Цуцуми (яп. 堤 つむぎ Цуцуми Цумуги) — одноклассница Синтаро, безответно влюбившаяся в него с первого взгляда, после того как он нашёл её, когда она потерялась в детстве. После этого не виделись до поступления в старшую школу. Она сильно ревнует, когда видит Синтаро рядом с Товой.

Сэйю: Хана Тамэгай
- Ноэль Идзуми (яп. 和泉 のえる Идзуми Ноэру) — коллега Синтаро в ресторане. На самом деле она юки-онна, обладающая способностью вызывать снежные метели, когда испытывает сильные эмоции. Раньше она была замкнутой и с трудом заводила друзей из-за своей природы, но после знакомства с Синтаро и другими персонажами стала более открытой. Её так назвали из-за того, что она родилась в канун Рождества.

Сэйю: Саори Ониси
- Лилишка (яп. リリーシュカ Рири:сюка) — одноклассница Синтаро, состоящая в клубе оккультистов и страдающая «синдромом восьмиклассника». На самом деле она вампир. Подрабатывает в кафе горничных. Её настоящее имя — Саюри Кагами (яп. 賀上 さゆり Кагами Саюри).

Сэйю: Юй Огура
- Хисуй Цуруми (яп. 蔓深 ひすい Цуруми Хисуй) — очень застенчивая девушка в очках, происходит из богатой семьи. На самом деле она каппа, внучка председателя Японской ассоциации капп.

Сэйю: Канон Такао
- Сиу (яп. しう) — молодой ангел, спустившаяся на Землю, чтобы навестить Тову. Она глубоко заботится о ней и изначально была против её отправки в мир людей, поэтому прибыла с намерением вернуть Тову на небеса. Обожает молоко.

Сэйю: Мисаки Куно
- Мари Токумицу (яп. 徳光 マリ Токумицу Мари) — тётя Синтаро и владелица квартиры, в которой он и Това проживают. Работает мангакой и нередко слишком увлекается своей работой. Из-за отсутствия близких друзей чувствует себя одинокой, поэтому решает отпраздновать свой день рождения в квартире Синтаро. Со временем начинает испытывать симпатию к Тове.

Сэйю: Аи Каяно

## Медиа

### Манга
Studio Apartment, Good Lighting, Angel Included написана и проиллюстрирована мангакой под псевдонимом matoba. Публиковалась в журнале Monthly Shōnen Gangan с 12 сентября 2020 по 12 марта 2025 года. На апрель 2025 года было опубликовано восемь танкобонов.
В декабре 2021 года издательством Yen Press было объявлено о приобретении лицензии на публикацию серии на английском языке.

#### Тома
| № | Японский             | Японский               | Английский           | Английский             |
| № | Дата публикации      | ISBN                   | Дата публикации      | ISBN                   |
| - | -------------------- | ---------------------- | -------------------- | ---------------------- |
| 1 | 12 апреля 2021 года  | ISBN 978-4-75-757196-9 | 5 июля 2022 года     | ISBN 978-1-97-534510-5 |
| 2 | 12 октября 2021 года | ISBN 978-4-75-757528-8 | 21 марта 2023 года   | ISBN 978-1-97-535154-0 |
| 3 | 12 апреля 2022 года  | ISBN 978-4-75-757875-3 | 22 августа 2023 года | ISBN 978-1-97-537183-8 |
| 4 | 12 октября 2022 года | ISBN 978-4-75-758198-2 | 12 декабря 2023 года | ISBN 978-1-97-537547-8 |
| 5 | 12 апреля 2023 года  | ISBN 978-4-75-758520-1 | 16 апреля 2024 года  | ISBN 978-1-97-538783-9 |
| 6 | 12 октября 2023 года | ISBN 978-4-75-758847-9 | 10 декабря 2024 года | ISBN 978-1-97-539433-2 |
| 7 | 12 апреля 2024 года  | ISBN 978-4-75-759149-3 | 22 июля 2025 года    | ISBN 979-8-85-541015-0 |
| 8 | 12 апреля 2025 года  | ISBN 978-4-75-759789-1 | —                    |                        |

### Аниме
Аниме-сериал был анонсирован 4 октября 2023 года. Он был снят на студии Okuruto Noboru. Режиссёром Кэнтой Оониси по сценарию Сёго Ясукавы. Дизайн персонажей — Юя Уэтакэ, композитор — Сюнсукэ Такидзава. Трансляция эпизодов осуществлялась с 6 апреля по 22 июня 2024 года на телеканале Tokyo Metropolitan Television и других сетях. Вступительная песня — «Kimi Iro no Kiseki» (яп. 君色のキセキ Кими иро но кисэки, «Чудо тебя-цвета»), исполненная Юй Огурой, закрывающая — «Sunny Canvas», исполненная SoundOrion. Сервис потокового вещания видео Crunchyroll транслировал сериал за пределами Азии.

#### Эпизоды
| №  | Название | Режиссёр        | Раскадровщик                  | Дата премьеры       |
| -- | --- | --------------- | ----------------------------- | ------------------- |
| 1  | Towa and Shintaro («Това и Синтаро») «Това то Синтаро:» (とわと森太郎)                                                                                              | Кэнта Оониси    | Кэнта Оониси                  | 6 апреля 2024 года  |
| 2  | May I Cook You Lunch? («Могу я приготовить тебе обед?») «Обэнто цукуттэмо ий дэсу ка?» (お弁当作ってもいいですか？)                                                 | Кэнта Оониси    | Мияна Окита                   | 13 апреля 2024 года |
| 3  | A Cold Friend («Холодный друг») «Цумэтай томодати» (つめたい友達)                                                                                                   | Ёсихико Ивата   | Мияна Окита                   | 20 апреля 2024 года |
| 4  | The Real Deal is Convincing as Hell («Реальная сделка убедительна, как дьявол») «Гэмбуцу но сэттокурёку ттэ сугой ва» (現物の説得力ってすごいわ)                    | Тацуя Сасаки    | Тацуя Сасаки                  | 27 апреля 2024 года |
| 5  | The Two After School, the Two After Schools («Двое после школы, двое после школы») «Футари но хо:каго, футацу но хо:каго» (ふたりの放課後、ふたつの放課後)          | Кэнта Оониси    | Кэнта Оониси                  | 4 мая 2024 года     |
| 6  | The Attack of the Low Pressure Girl («Атака девушки с низким давлением») «Сю:рай • Тэйкиацу ё:дзё» (襲来・低気圧幼女)                                               | Цутому Мураками | Хироаки Ёсикава               | 11 мая 2024 года    |
| 7  | What Most Mangaka Are Like After Deadlines («Как выглядят большинство мангак после сдачи работ») «Гэнко: акэ но мангака ва дайтай ко:» (原稿明けの漫画家は大体こう) | Тацуя Сасаки    | Юити Абэ                      | 18 мая 2024 года    |
| 8  | How Wonderful is the Rule of Cool («Как чудесное правило крутости») «Субарасики ка на ё:сикиби но сэкай» (すばらしきかな様式美の世界)                               | Юта Такэхара    | Хироаки Ёсикава               | 25 мая 2024 года    |
| 9  | Don't Be Scared («Не пугайся») «Ковакунай ё» (こわくないよ) | Кэйсукэ Варита  | Кэйсукэ Варита                | 1 июня 2024 года    |
| 10 | Towa and Noel Are Both Learning («Това и Ноэль учатся») «Това мо Ноэру мо, бэнкё: тю:» (とわものえるも、勉強中)                                                     | Кейсукэ Варита  | Хироаки Ёсикава               | 8 июня 2024 года    |
| 11 | To Camp! («В лагерь!») «Гассику ни ико:!» (合宿に行こう!) | Тацуя Сасаки    | Тацуя Сасаки                  | 15 июня 2024 года   |
| 12 | We Went Way Up High («Мы поднялись очень высоко») «Такай токоро ни иттэмита» (高いところに行ってみた)                                                               | Кэнта Оониси    | Хироаки Ёсикава, Кэнта Оониси | 22 июня 2024 года   |

## Заметки
1. ↑  Все английские названия взяты с Crunchyroll[29].
2. ↑  Эпизоды выходили на ABEMA и Crunchyroll за неделю до их телевизионной трансляции[30].